# 蓬索拱廊街
蓬索拱廊街（Passage du Ponceau）是巴黎的拱廊街之一，位于巴黎第二区，起于塞瓦斯托波尔大道119号，止于圣但尼街212号，长92米，宽2.5米。它得名于附近的蓬索街。距离最近的地铁站是雷奥米尔 - 塞瓦斯托波尔站（Réaumur - Sébastopol）。
蓬索拱廊街建于1826年。1854年修筑塞瓦斯托波尔大道时被缩短。

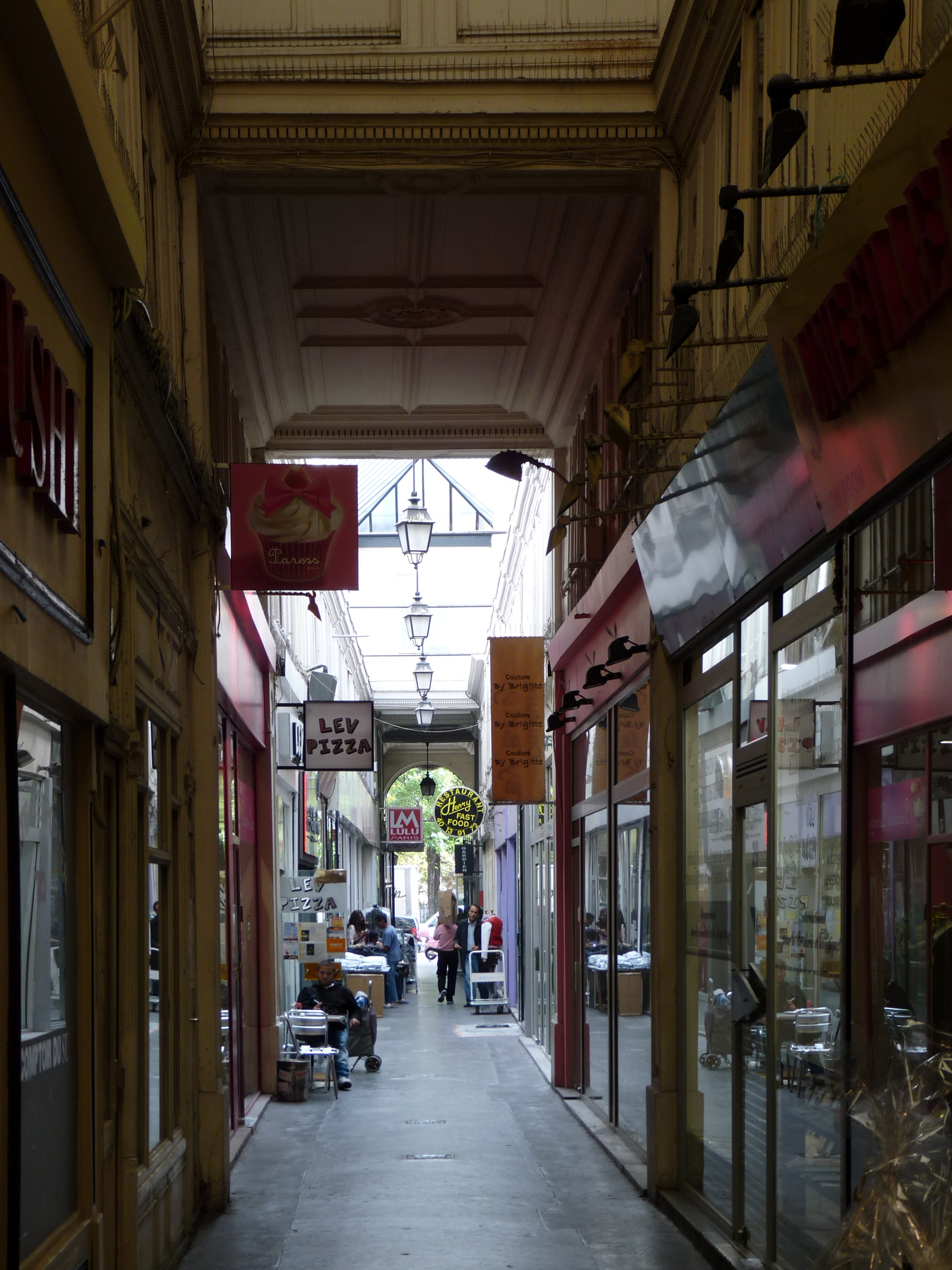
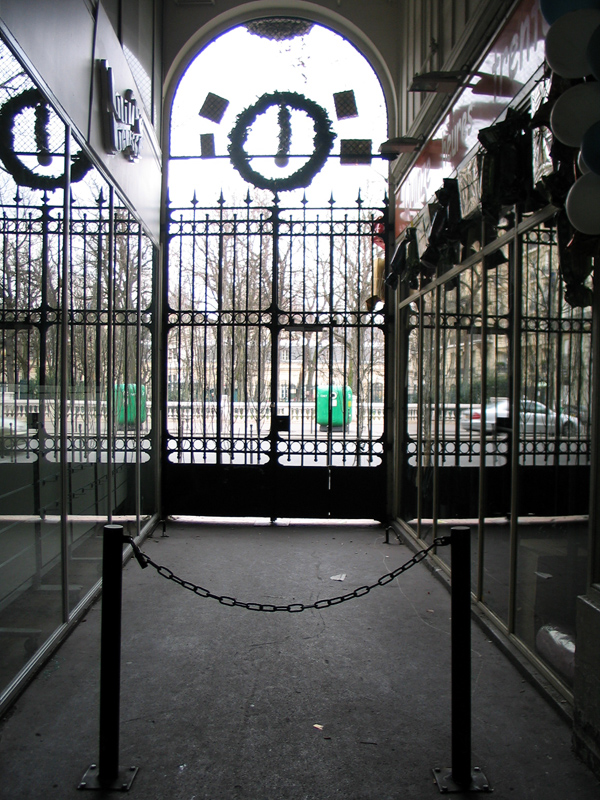
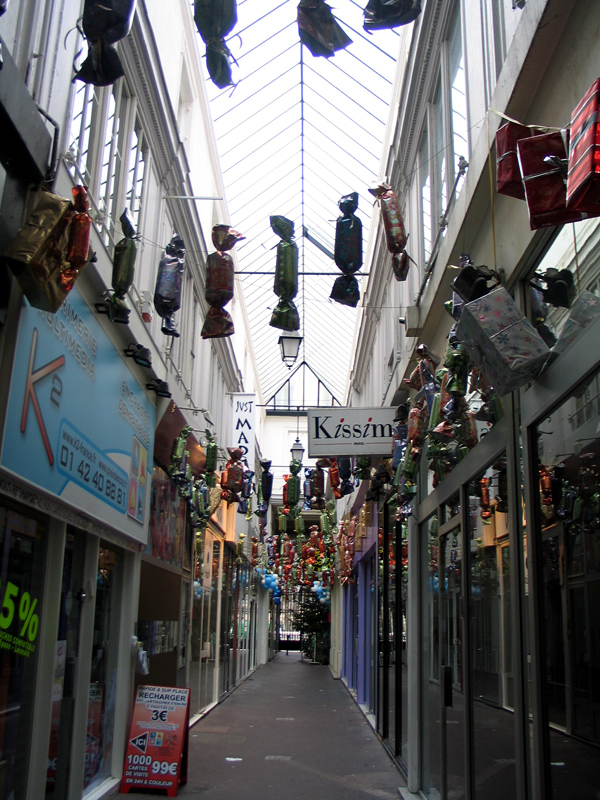
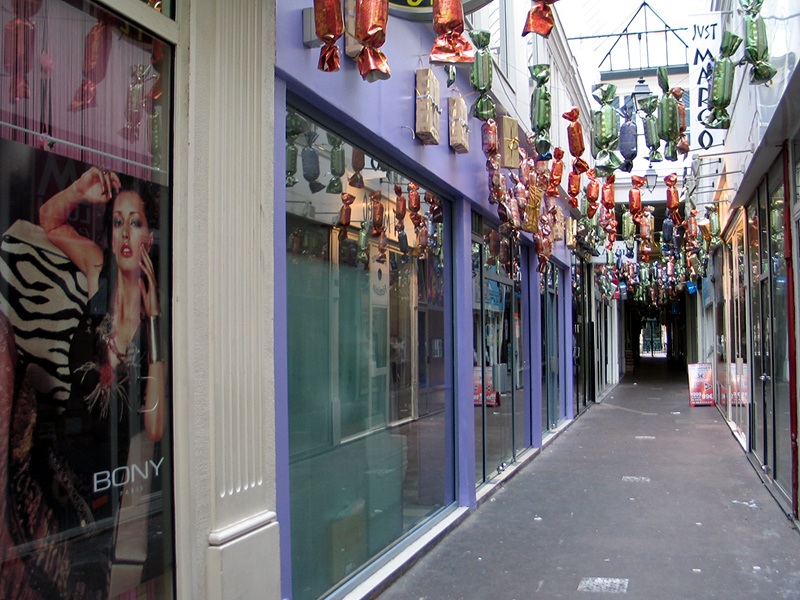